# Ratio digital

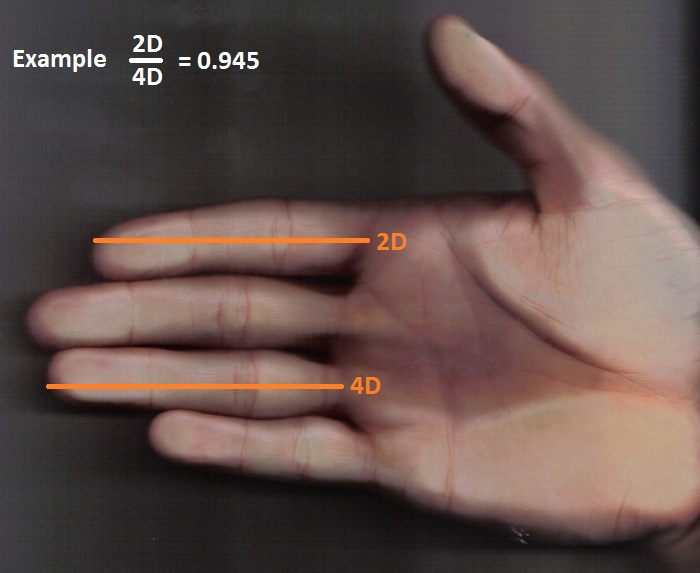
Mano con el dedo índice más corto que el dedo anular, lo que resulta en una relación pequeña 2D:4D, que apunta a una alta exposición a la testosterona en el útero.

El ratio digital es la relación de las longitudes de los diferentes dedos de la mano generalmente medidos desde el punto medio de la parte inferior del pliegue (donde el dedo se une a la mano) a la punta del dedo. Se ha sugerido por algunos científicos que la relación de dos dígitos, en particular, el 2º (dedo índice) y el 4º (dedo anular), se ve afectada por la exposición a los andrógenos, por ejemplo, la testosterona, mientras se está en el útero y que esta relación 2D:4D puede ser considerada como una medida aproximada de la exposición prenatal a los andrógenos, con las ratios 2D:4D menores que apuntan a una mayor exposición prenatal a los andrógenos. El índice 2D:4D se calcula dividiendo la longitud del dedo índice de una mano determinada por la longitud del dedo anular de la misma mano. Un largo dedo índice se traducirá en una proporción mayor que 1, mientras que un dedo anular más largo será el resultado en una proporción menor que 1.
La relación de 2D: 4D es sexualmente dimórfica: aunque el segundo dígito es típicamente más corto en mujeres y hombres, la diferencia entre las longitudes de los dos dígitos es mayor en hombres que en mujeres.
Varios estudios han demostrado una correlación entre la relación de dígitos 2D: 4D y diversos rasgos físicos y de comportamiento.

## Historia de la investigación
Que una mayor proporción de hombres tienen dedos índices más cortos que dedos anulares que las mujeres se observó en la literatura científica varias veces hasta finales del siglo XIX, con la diferencia de sexo estadísticamente significativa en una muestra de 201 hombres y 109 mujeres establecida en 1930, después de lo cual la diferencia de sexo parece haber sido en gran parte olvidada o ignorada. En 1983, el Dr. Glenn Wilson, del King's College de Londres, publicó un estudio que examinaba la correlación entre la asertividad en las mujeres y su proporción de dígitos. Este fue el primer estudio que examinó la correlación entre la proporción de dígitos y un rasgo psicológico dentro de los miembros del mismo sexo. Wilson propuso que la estructura del esqueleto y la personalidad se vieron simultáneamente afectados por los niveles de hormonas sexuales en el útero. En 1998, John T. Manning y sus colegas informaron que la diferencia de sexos en la proporción de dígitos estaba presente en niños de dos años y desarrollaron aún más la idea de que el índice era un marcador de hormonas sexuales prenatales. Desde entonces, la investigación sobre el tema ha florecido en todo el mundo.
Un estudio de 2009 en Biology Letters sostiene: "Las diferencias sexuales en 2D:4D son causadas principalmente por el cambio a lo largo de la línea alométrica común con intercepción distinta de cero, lo que significa que 2D:4D necesariamente disminuye al aumentar la longitud del dedo, y al hecho de que los hombres tengan dedos más largos que las mujeres," lo que puede ser la base de la diferencia sexual en la proporción de los dedos y/o de cualquier supuesta influencia hormonal en las proporciones.
Un artículo de 2011 de Zhengui Zheng y Martin J. Cohn informa que "la relación 2D:4D en ratones está controlada por el balance de señalización de andrógenos a estrógenos durante una estrecha ventana de desarrollo de los dedos". Se cree que la formación de los dedos en los seres humanos, en el útero, se produce alrededor de las 13 semanas, y la proporción interósea es consistente desde este momento hasta la adultez de un individuo. Durante este período, si el feto está expuesto a andrógenos, cuyo nivel preciso se piensa que es sexualmente dimórfico, la tasa de crecimiento del cuarto dígito se incrementa, como se puede ver analizando la proporción 2D:4D de gemelos dicigóticos de sexo opuesto, donde la gemela femenina está expuesta a un exceso de andrógenos que provienen de su hermano en el útero, y por lo tanto tiene una relación 2D:4D significativamente menor.
Es importante destacar que no ha habido correlación entre los niveles de hormonas sexuales de un adulto y el índice 2D:4D, del individuo, lo que implica que es estrictamente la exposición en el útero lo que causa este fenómeno.
Un problema importante con la investigación sobre este tema proviene de la contradicción en la literatura sobre si el nivel de testosterona en adultos puede predecirse mediante la relación 2D:4D, ya que los rasgos sexuales masculinos que se atribuyen estereotípicamente a los niveles de testosterona han sido encontrados en correlación con el 2D:4D. Entonces debería haber una correlación con uno u otro ratio, pero no con ambos.

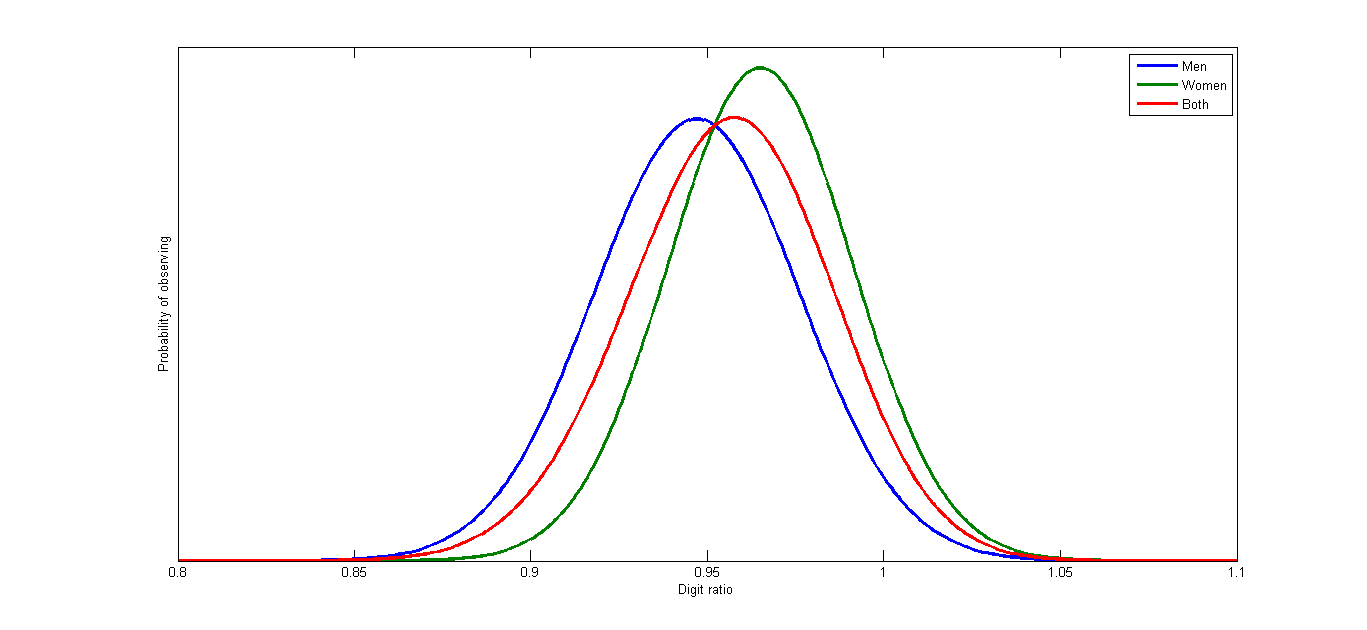
Bailey y Hurd, 2005.Una visualización de las distribuciones: Hombres (azul), mujeres (verde) y toda la población (rojo). Basado en una población de la Universidad de Alberta y suponiendo una distribución normal.

## Distribución
De un estudio de 136 hombres y 137 mujeres en la Universidad de Alberta dio el siguiente resultado:
     Varones: media 0,947, desviación estándar 0,029.
     Mujeres: media 0,965, desviación estándar 0,026.
Suponiendo una distribución normal, lo anterior conduce a intervalos de predicción del 95% para una relación 2D: 4D de 0,889-1,005 para los hombres y de 0,913-1,017 para las mujeres.

## Evidencia del efecto andrógeno
Las mujeres con hiperplasia suprarrenal congénita (CAH), que resulta en niveles elevados de andrógenos antes del nacimiento, tienen un 2D: 4D más bajo, más masculinizado en promedio. Otros posibles efectos fisiológicos incluyen un clítoris agrandado y una vagina poco profunda.
Los hombres con CAH tienen índices más pequeños (más pequeños) que los hombres control, que también sugiere que los andrógenos prenatales afectan la proporción de dígitos, ya que las muestras de amniocentesis muestran que los niveles prenatales de testosterona están en el rango normal alto en hombres con CAH , mientras que los niveles de la androstenediona andrógena más débil son varias veces más altos que en los machos de control. Estas medidas indican que los hombres con CAH están expuestos a mayores concentraciones prenatales de andrógenos totales que los hombres control.
La proporción de dígitos en los hombres con síndrome de Klinefelter, que han reducido la secreción de testosterona a lo largo de la vida en comparación con los hombres control, es mayor (es decir, más femenina) que en sus padres o en los hombres control.
En una muestra no clínica de mujeres, la relación de dígitos se correlacionó con la distancia anogenital en la dirección esperada, es decir, las mujeres con una distancia anogenital mayor, lo que indica una mayor exposición prenatal a andrógenos, tenían una razón de dígito más pequeña.
La diferencia de sexos en 2D: 4D está presente antes del nacimiento en humanos, que descarta cualquier influencia social que pueda afectar el crecimiento de los dígitos de manera diferencial en los dos sexos. Debido a que todas las diferencias de sexo somático en mamíferos hasta la fecha se deben a masculinización androgénica o efectos de los cromosomas sexuales, y como el hallazgo AIS descarta un papel para los cromosomas sexuales en la diferencia de sexos en las proporciones de dígitos, el dimorfismo sexual prenatal también indica que los andrógenos actúan antes del nacimiento para afectar las proporciones de los dígitos.
La relación de testosterona a estradiol medida en 33 muestras de amniocentesis se correlaciona con la relación 2D: 4D posterior del niño.
Varios estudios presentan evidencia de que las proporciones de los dígitos son hereditarias.
El nivel de estrógeno en el líquido amniótico no se correlaciona con una mayor 2D: 4D, y cuando se examinaron los investigadores no encontraron diferencias en los niveles de estrógeno entre hombres y mujeres.

## Variación geográfica y étnica en el ratio 2D: 4D
Manning y sus colegas han demostrado que las relaciones 2D: 4D varían mucho entre los diferentes grupos étnicos. En un estudio con niños chinos Han, Bereberes, Yogurs y Jamaicanos como sujetos, Manning et al. encontraron que los niños Han tenían los valores medios más altos de 2D: 4D (0,954 ± -0,032), seguidos por los bereberes (0,950 ± 0,033), luego los yogurs (0,946 ± 0,037) y los niños jamaicanos tenían la media 2D: 4D más baja (0.935 ± 0.035). Esta variación es mucho más grande que las diferencias entre sexos; en palabras de Manning, "hay más diferencia entre un polaco y un finlandés, que un hombre y una mujer".
Sin embargo, debe tenerse en cuenta que las desviaciones estándar asociadas con cada media dada de 2D: 4D son considerables. Por ejemplo, la proporción para niños Han (0.954 ± -0.032) permite una proporción tan baja como 0.922, mientras que la proporción para niños jamaiquinos (0.935 ± 0.035) permite una proporción tan alta como 0.970. Por lo tanto, los intervalos de confianza de algunos grupos étnicos se superponen.
Un estudio de 2008 de Lu et al. descubrió que los valores medios de 2D: 4D de Hui y Han en Ningxia eran más bajos que en países europeos como Gran Bretaña.
En 2007, Manning et al. también se encontró que la media 2D: 4D variaba entre los grupos étnicos con proporciones más altas para los blancos, los asiáticos no chinos y los orientales y las menores proporciones en muestras chinas y negras.
Dos estudios exploraron la cuestión de si las diferencias geográficas en las relaciones 2D: 4D fueron causadas por diferencias en el conjunto de genes, o si alguna variable ambiental asociada con la latitud podría estar involucrada (por ejemplo, exposición a la luz solar o diferentes patrones de duración del día). Las conclusiones fueron que las diferencias geográficas en la relación 2D: 4D fueron causadas por diferencias de grupos genéticos, no por la latitud geográfica.
El parentesco consanguíneo (endogamia) reduce la relación 2D: 4D en la descendencia, lo que puede explicar parte de la variación geográfica y étnica en proporciones 2D: 4D, ya que las tasas de consanguinidad dependen, entre otras, de la religión, la cultura y la geografía.

## Correlación con algunos rasgos
|                                     | Ratio digital bajo | Ratio digital alto |
| Fisiología y enfermedad             | - Mayor riesgo de cáncer de próstata y enfermedades de próstata en hombres. [53]* - Desarrollo útero fetal más lento en ambos sexos. [52] - Mayor éxito reproductivo en hombres. [54] | - Menor número de espermatozoides [55] - Mayor riesgo de enfermedad cardíaca en hombres [56] - Mayor riesgo de obesidad y síndrome metabólico en hombres [57] - Menor riesgo de cáncer de próstata [58] - Tamaño de nacimiento reducido en hombres [59] [60] - Mayor éxito reproductivo en las mujeres. [54] |
| Desórdenes psicológicos             | - Aumento de la tasa de TDAH en hombres [61] [62] [63] [64] - Aumento de la tasa de síndrome de Asperger y otros trastornos del espectro autista (cuando se compara la razón numérica con la población general) [65] - Aumento del riesgo en mujeres de anorexia nerviosa. [66] - Aumento de la psicopatía en los hombres con una relación de dígitos baja y altos niveles de testosterona en adultos. [67] - Aumento de la tasa de dependencia del alcohol. [68] | - Mayor riesgo de depresión en hombres [69] - Aumento de la tasa de esquizofrenia [70] - Aumento de la tasa de psicopatía en las mujeres [71] - Reducción del riesgo de dependencia del alcohol [72] - Menor riesgo de adicción a los videojuegos [73] - Aumento de la ansiedad en los hombres [74] - Aumento del riesgo en las mujeres de bulimia. [66] [75] |
| Comportamiento físico y competitivo | Mayor comportamiento agresivo en los deportes. | - Rendimiento reducido en los deportes - Capacidad de negociación financiera reducida - Habilidades con la mano derecha (no concluyente) |
| Cognición y personalidad            | - Asertividad en las mujeres [9] - Psicoticismo en las mujeres [81] - Agresión en hombres [17] [82] [83] [84] [85] - Agresión en las niñas [86] - Hiperactividad y pobre función cognitiva social en las niñas [87] - Escritura masculinizada en mujeres [88] - "Dominación" percibida y masculinidad del rostro del hombre [89] [90] - La razón de bajo dígito de la mano derecha predice el rendimiento académico [92] - Disminución de la capacidad matemática [93] - Disminución de la empatía en respuesta a los niveles de testosterona en adultos [67] - Mayor propensión a atacar sin ser provocado [94] - Mayor comportamiento de riesgo en hombres [95] - Preferencia por el comportamiento normativo [96] - La media de la relación 2D: 4D entre artistas es menor que entre los controles [97] - Mayor aritmética (en comparación con la alfabetización) en niños [98] - Mayores índices de delincuencia criminal después de la pubertad [99] [100] - Habilidades socioafectivas atenuadas [101] | - Rasgos de personalidad correlacionados con la proporción de dígitos, siendo más feminizados [102] [103] [104] - Factor de personalidad de mayor apertura [105] - Creencias paranormales y supersticiosas entre los hombres con una proporción de dígitos más alta [106] - Puntuaciones más altas en el examen entre estudiantes varones [34] [107] - Mayor neuroticismo en ambos sexos con mayor proporción de dígitos de la mano derecha [108] y en la mano izquierda en mujeres [81] - Mayor fluidez verbal en ambos sexos. [52] - Mayor recuerdo visual en las mujeres. [110] - Mayor alfabetización (en comparación con la aritmética) en niños [98] |
| Gestión                             | - Liderazgo [111] - Innovación [112] | |
| Percepción sensorial                | | - Percepción de olor [113] - Percepción del color [114] - Percepción táctil [115] |
| Orientación Sexual                  | - Las lesbianas tienen una proporción de dígitos más baja, en promedio, que las mujeres heterosexuales [116] [117] [118] [119] [120] [121] [122] [123] [124] [125] [126] [127] - Los hombres bisexuales tienen una proporción de dígitos menor que los hombres exclusivamente homosexuales y voluntarios de la comunidad reclutados independientemente de su orientación sexual. [128] - Tendencia hacia la poligamia [129] | - Preferencia sexual hacia hombres más masculinos entre mujeres [116] y hombres homosexuales [130] con una alta proporción de dígitos; una preferencia por un tipo facial masculino significa una mentalidad más "feminizada". - Las lesbianas son más propensas a ser "femeninas" y menos propensas a ser "masculinas" con una alta proporción de dígitos. [118] [131] Idénticas hembras gemelas discordantes para la orientación sexual aún muestran la diferencia en proporción de dígitos. [120] [132] - Homosexualidad para hombres, según algunos estudios. [119] [127] [133] Otros estudios han disputado esto; algunos han demostrado que la proporción de dígitos en hombres homosexuales es similar a, [117] [124] [125] [126] [134] o menor que, [121] [123] [128] la de hombres heterosexuales. Un estudio concluyó que las diferencias dependen de la variación geográfica, con hombres homosexuales que tienen proporciones más bajas o similares a hombres heterosexuales en Europa, pero más altas o similares en los Estados Unidos. [135] Pero este hallazgo ha sido cuestionado en un metanálisis que incluye 18 estudios, que sugieren que la etnicidad, en lugar de la geografía, explica las diferencias encontradas previamente en hombres de diferentes orientaciones sexuales. El metanálisis concluyó que no existen diferencias significativas de orientación sexual en la proporción de dígitos en los hombres. [136] - Tendencia hacia la monogamia [129] |

*Los números indicados corresponden a las referencias contenidas en la versión original en inglés de este artículo, donde pueden consultarse.